# Косостеблик загострений
Косостеблик загострений (Plagiomnium cuspidatum) — вид мохів порядку головмохальних (Bryales).

## Поширення
Ареал охоплює такі частини світу: Європа, Північна Америка, Азія.
Населяє ґрунт, колоди, скелі, пні або основи дерев на вологих луках/каррах, вкриті лісами багаті торфовища, вологі ліси, листяні середньо-вологі ліси, скелі/осипи; від низьких до помірних висот.

## Галерея

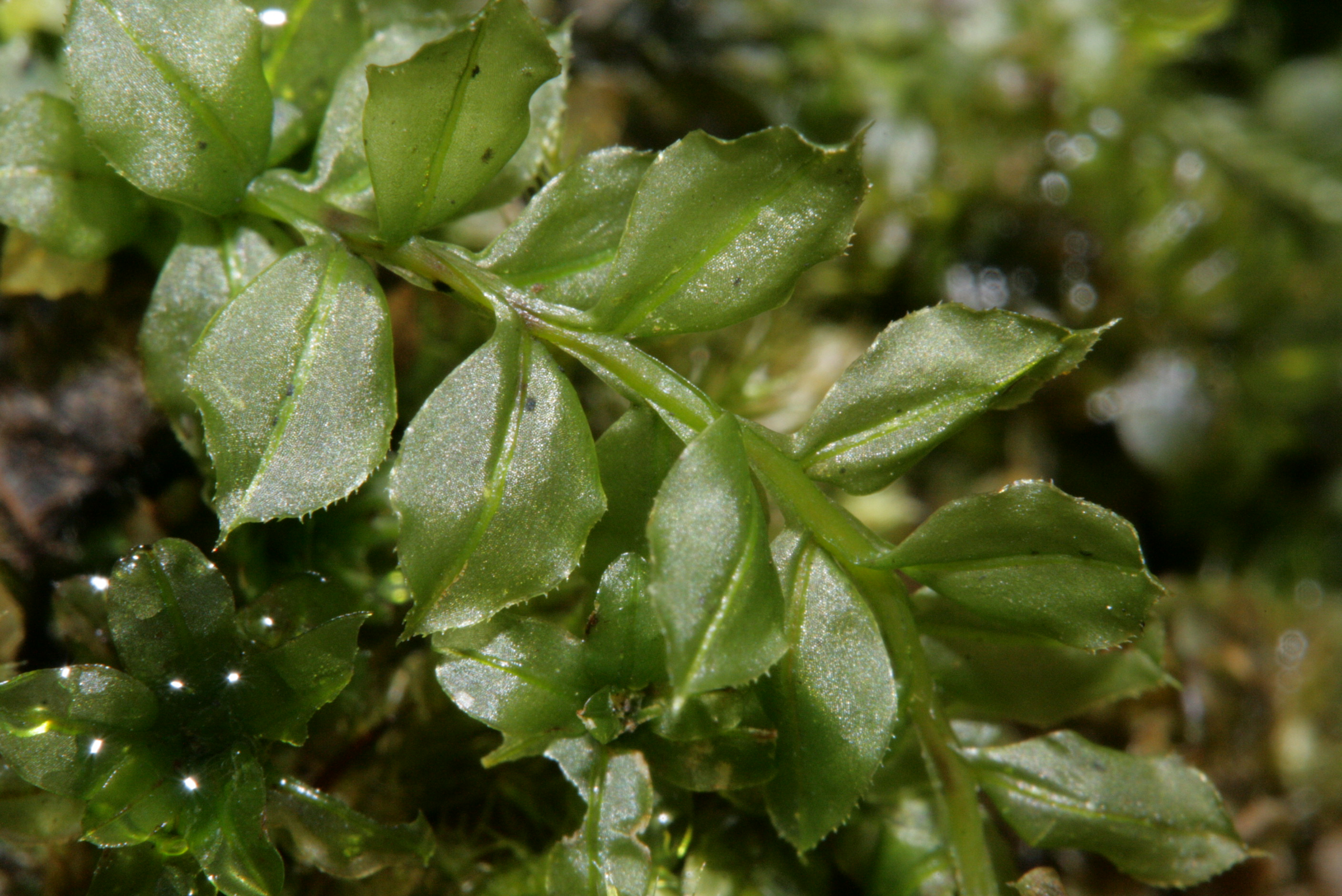
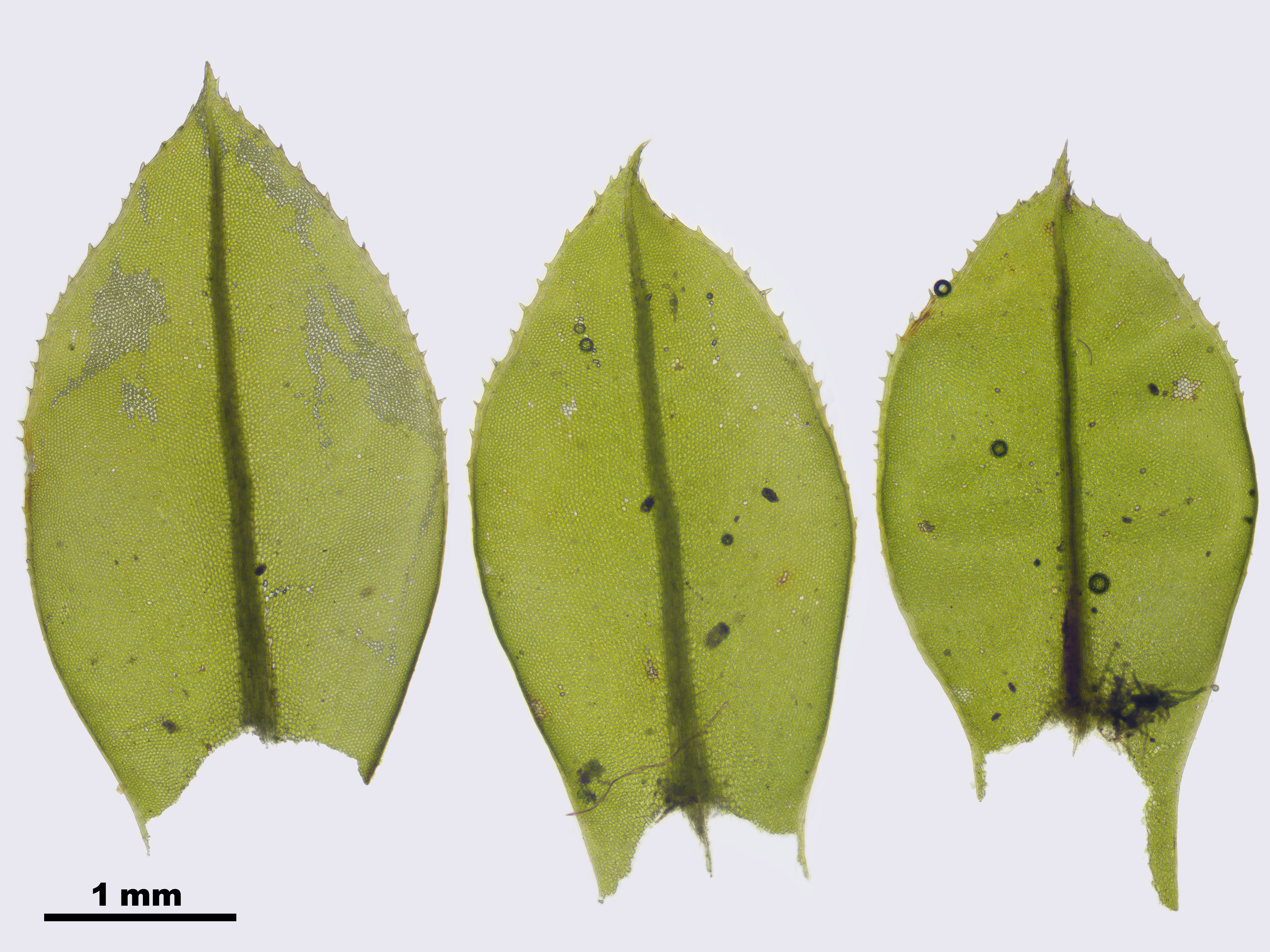
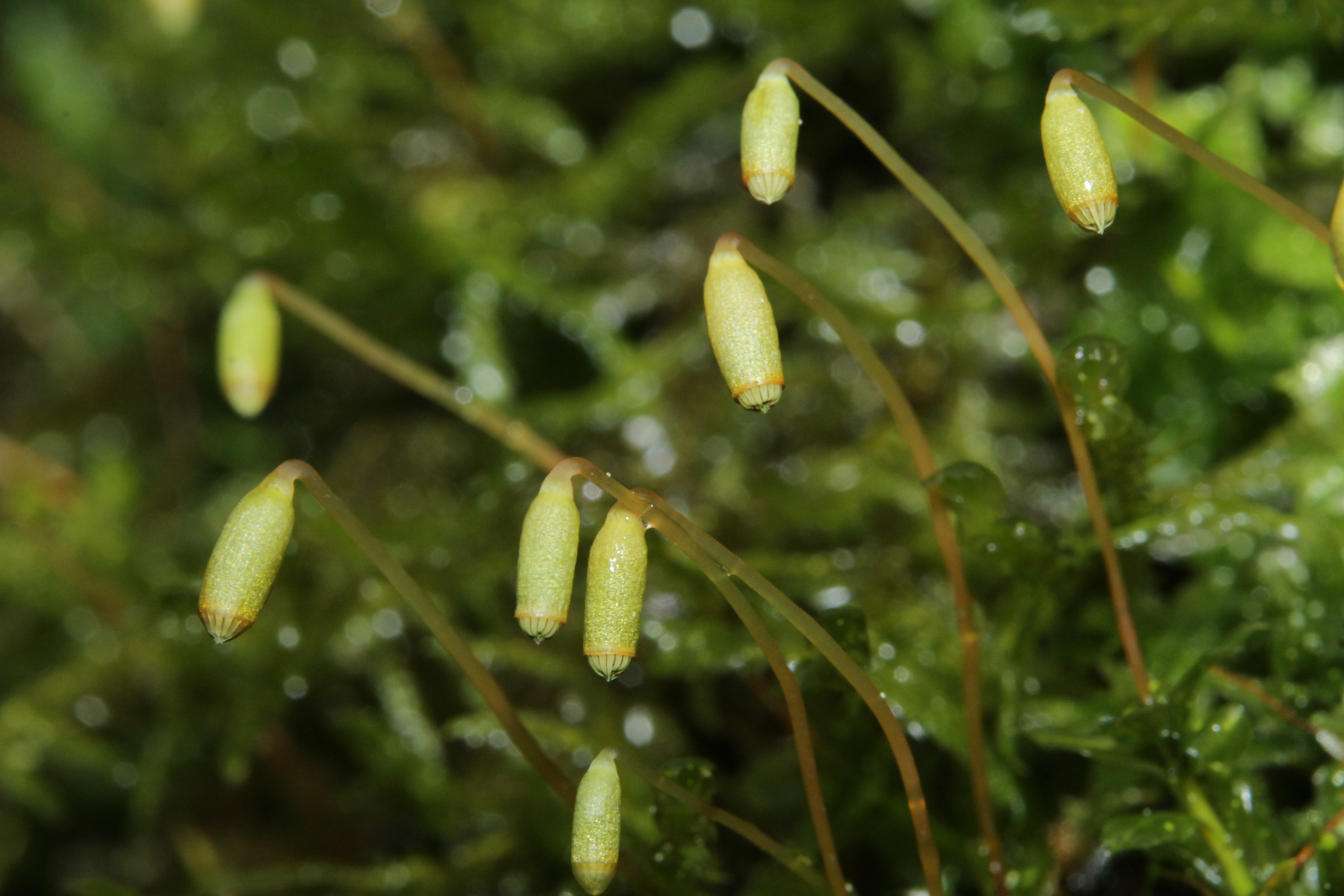
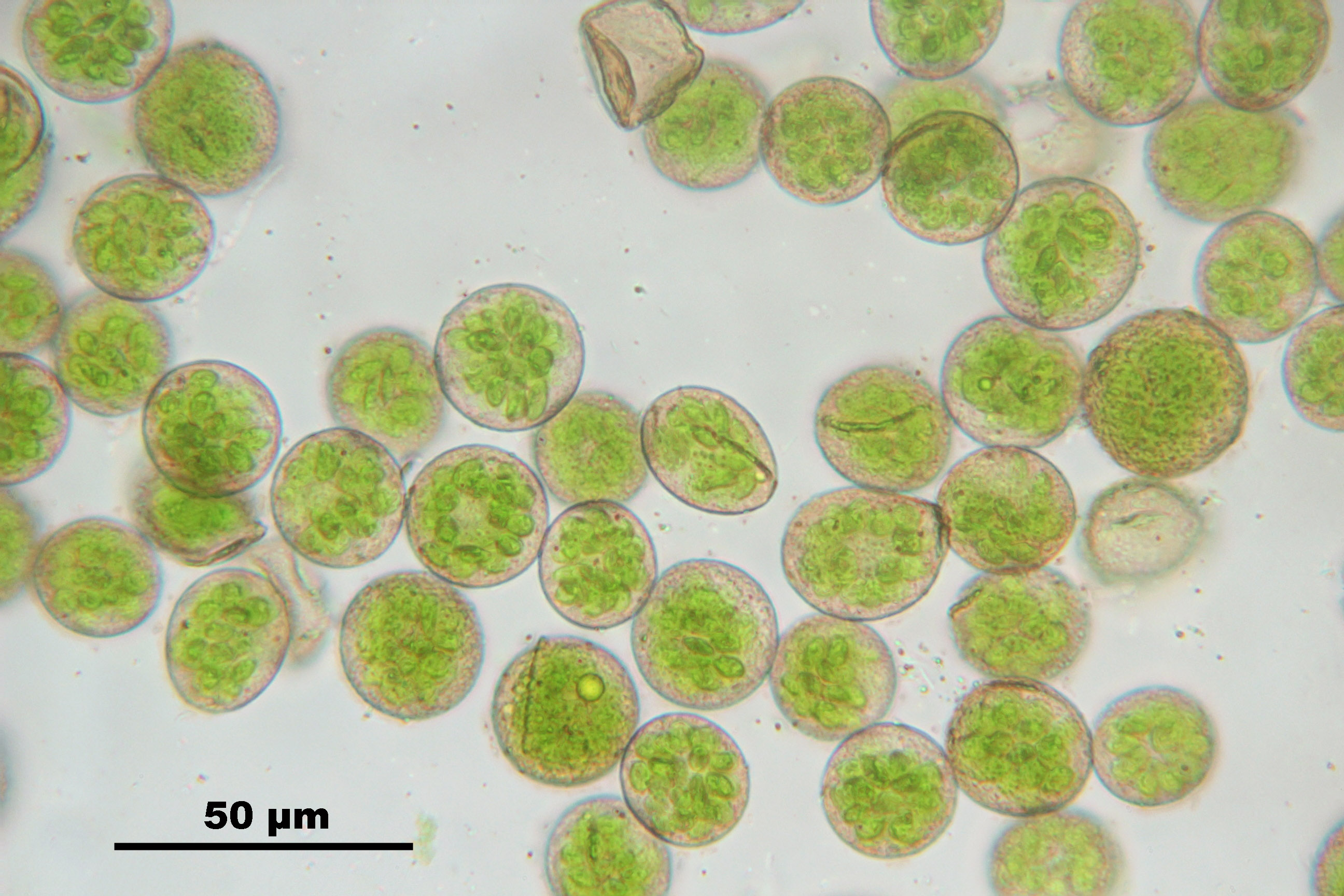

## Характеристика
Стебла прямовисні, 1–2(3.5) см; стерильні стебла до 7 см. Листки темно-зелені чи жовто-зелені, в сухому стані зігнуті, у вологому стані плоскі, обернено-яйцеподібні, ± ромбоподібні чи іноді еліптичні, 3–5 мм; краї зубчасті приблизно від середини листа до верхівки, зубці гострі, з 1 (або 2) клітин; верхівка загострена. Вид синоїчний. Коробочкові ніжки поодинокі, жовті, коричневі, інколи червонуваті, 2–3 см. Коробочка поникла, яйцеподібна чи циліндрична, 2–3.5 мм. Спори 18–31 мкм.